# Ammophila urnaria
Ammophila urnaria es una especie de avispa del género Ammophila, familia Sphecidae.

## Taxonomía
Fue descrito por primera vez en 1843 por Dahlbom.